# ارکاندور
ارکاندور (انگلیسی: Arcandor) شرکت خرده‌فروشی آلمانی بود، که در سال ۱۹۹۹ تأسیس شد.